# Zatajenie dowodów niewinności
Zatajenie dowodów niewinności – występek przeciwko wymiarowi sprawiedliwości zagrożony grzywną, karą ograniczenia wolności albo pozbawienia wolności do lat 2 (art. 236 § 1 kk). Polega on na zatajeniu dowodów niewinności osoby podejrzanej o popełnienie przestępstwa, w tym i przestępstwa skarbowego, wykroczenia, wykroczenia skarbowego lub przewinienia dyscyplinarnego.
Nie podlega karze osoba, która zataja dowody niewinności z obawy przed odpowiedzialnością karną grożącą jej samej lub jej najbliższym (art. 236 § 2 kk).